# 道亨銀行

前道亨銀行標誌

道亨銀行集團有限公司（前股票編號：港交所：223） 是一間已被合併的香港華資銀行，在被收購前的子公司包括道亨銀行及海外信託銀行。

## 歷史

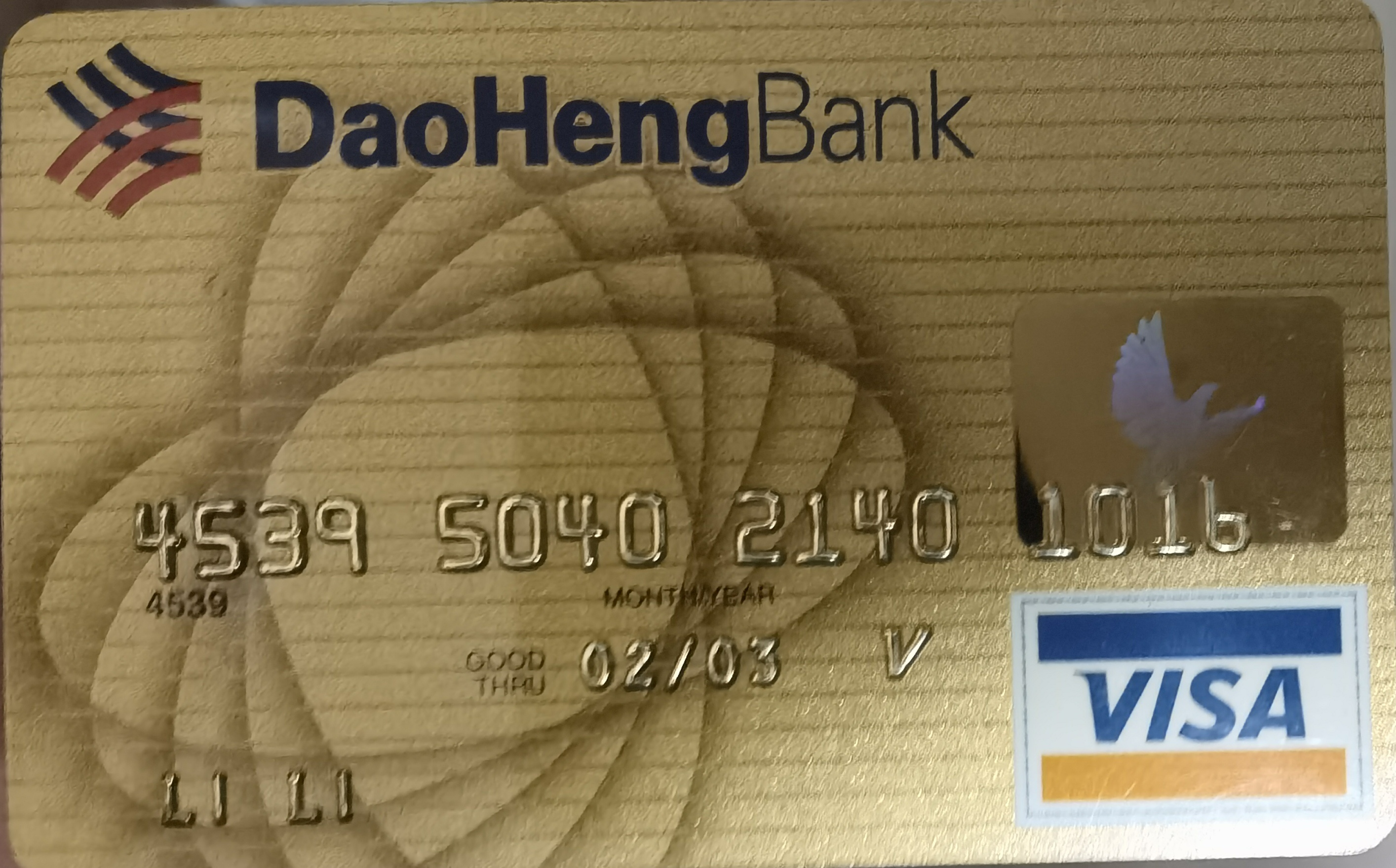
道亨銀行信用卡

道亨銀行在1921年於香港成立。1982年，它被國浩集團收購。1983年，它在香港交易所上市。1989年，它收購被香港政府接管的恆隆銀行。1993年，它再收購被香港政府接管的海外信託銀行，成為它的子公司。1999年，道亨銀行獲納入恆生指數成份股。2001年，新加坡發展銀行（後稱星展銀行）以432億港元向國浩集團收購道亨銀行，並將道亨私有化，撤銷其上市地位。2003年，星展銀行將道亨銀行、廣安銀行及海外信託銀行，合併成為星展銀行（香港）。